# Čimu
Čimu kultura (šp. Chimú) je naseljavala region zvan Čimor (šp. Chimor) koji se nalazi u Moče (šp. Moche) dolini u Peruu. Glavni grad joj je bio Čan Čan (šp. Chan Chan). Inke su osvojile Čimor samo 50 godine pre dolaska Španaca u te krajeve, tako da je bilo dosta pripadnika te kulture koji su mogli da posvedoče kako je svakodnevni život Čimu izgledao u vremenima pre nego što su ih Inke, na čelu sa Inkom Tupak Inka Jupankiem (šp. Tupac Inca Yupanqui), pokorile oko 1470. godine n. e. Čimor je izrastao iz ostataka Moče kulture a u početku je keramika Čimu kulture imala sličnoti sa Moče keramikom.
Čimu su naseljavali severni deo Perua. Najveći deo njihove teritorije čine pustinje koje se nalaze izmedju Pacifika na zapadu i Anda na istoku. Teritorija im je ispresecana rekama koje prave plodne oaze. Poljoprivreda je bila razvijena u Čimoru zbog plodnih oaza. Ribolov je takođe bio zastupljen u Čimoru.
Čimu su isto bili poznati po tome što su kao božanstvo obožavali mesec, za razliku od Inka koji su obožavali sunce. Čimu su smatrali sunce uništiteljem a taj stav je verovatno povezan sa intenzitetom sunca u pustinjskoj klimi koju su naseljavali. Oni su u hramovima prinosili školjke iz roda Spondilusa.
Čimu kultura je najpoznatija po svojoj osobenoj monohromnoj keramici i prefinjenoj metalurgiji bakra, zlata, srebra, bronze, i tumbaga (mešavina bakra i zlata). Čimu keramika je dosta često antropomorfna ili teriomorfna. Sjajna crna površina većine Čimu keramike nije bila rezultat gleđosanja već znalačkog pečenja keramike na viskokim temperaturama i u zatvorenim pećima koje su sprečavala da kiseonik uđe u njih i proizvede oksidaciju koja bi dala keramici karakterističnu crvenkastu boju.

## Rana Čimu kultura
Najstarija civilizacija koja je naseljavala severni deo Perua bila je rani Čimu.Oni su poznati i kao Moče.Ne zna se kada je ova civilizacija nastala (iako se zna da je pre nove ere) ali se zna da je nestala 400. godine nove ere.Moče su naseljavali predeo Moče,Čikama i Viru doline.Oni su gradili velike piramide pravougaonog oblika od opeka od blata.Moče su svoje mrtve sahranjivali na grobljima razbijenog tipa u grobnicama napravljenim od opeke sa rupama gde su stavljali činije.

## Širenje
Kasnija Čimu kultura je nastala 900. godine nove ere na istom prostoru gde su i Moče nastale nekoliko vekova ranije.Čimu je takođe bila i primorska kultura.Čimu kultura je nastala južno od današnjeg grada Lime u dolini Moče,severoistočno od grada Huarmeja, negde u blizini grada Trujila.Kasnije je Čimu osvojila teritorije oko Arekipa.Pretpostavlja se da je kralj Tajkanamo osnovao svoje kraljevstvo između mora i Trujila sa centrom u Chan Chanu.Njegov sin ,Guakri-kaur, je osvojio donji deo doline Moče.Sin Guakri-kaura,Nanken-pinko, postavio je temelj kraljevstvu Čimor i on je osvojio celu Moče dolinu i doline Sana,Pakasmajo,Čikama,Viru,Čao i Santa.
Smatra se da je polovinom 14. veka nastalo kraljevstvo Čimor.Nanken-pinko je vladao oko 1370. godine nove ere nakon čega vladaju sedam vladara čija imena se ne znaju.Minčankaman je nasledio jednog od ovih vladara i vladao je negde oko osvajanja Inka (1462-1470 godine).U to vreme Čimu civilizacija je bila u svom kasnom periodu i nazivala se kasna Čimu kultura.Na svom vrhuncu Čimu kultura je pokrivala velika prostranstva i obuhvatala više etničkih grupa.Njihova teritorija prostirala se od doline Jekutepekue na severu do doline Karabajalo na jugu.Na jugu je njihova osvajanja zaustavila vojno jaka Lima kultura.

## Društvo
Društvo Čimu kulture je bila uređeno hijerarhijski u 4 nivoa, gde je vlastela vladala nad nekoliko administrativnih centra.Centralni deo Čimu hijerarhije su bili gradovi okruženi zidinama koji su se nazivali cijudadelas kod Čan Čana.Kontrolisanje radova na kanalima i poljima pokazuje visok nivo organizacije kod Čimu.
Glavni grad Čan Čan je bio na vrhu Čimu hijerarhije, dok je Farfan u dolini Jekutepekue bio njegov podređeni.Ovakva organizacija, koja je nastala u vreme osvajanja doline Jekutepekue, pokazuje da su Čimu stvorile svoju hijerarhiju na početku svog širenja.Vlastela koja je bila na vlasti pre nego što su njihov grad osvojili Čimu, bi bila nakon njihovog osvajanja ubačena vladu Čimu,a njihov grad u niže nivoe Čimu hijerarhije.Ovi gradovi niže hijerarhije su se brinuli za snabdevanje Čan Čana hranom, vodom i radnicima, dok su gradovi više hijerarhije bili zaduženi za administraciju područja oko gradova niže hijerarhije.Ruralni gradovi su se brinuli za održavanje kanala.

## Religija
Čimu su bili mnogobošci.Oni su verovali da je Mesec (Si) najveće božanstvo i da je jači od sunca jer se pojavljivao i danju i noću, i da on utiče na vreme.Oni su čak žrtvovali svoju decu,životinje i ptice mesecu na gomili ćilima zajedno sa voćem.Oni su verovali da će ljudi koji su žrtvovani postati obogotvoreni.Verovalo se da je sunce povezano sa kamenjem zvanim alaek-pong.Verovali su da je ovo kamenje ustvari preci njihovih suseda i sinovi sunca.
Neka sazvežđa su takođe bila važna za Čimu.Verovali su da su dve zvezde iz Orionovog pojasa glasnici meseca.
Čimu su uz pomoć zvezdanog jata Plejade u sazvežđu Bik računali svoju godinu.
Za Čimu more (Ni) je takođe bilo važno božanstvo i njemu su žrtvovali povrće i molili su mu se za ribe i za zaštitu od davljenja.Čimu su gradili hramove svojim božanstvima u svom glavnom gradu Čan Čan.Ovi hramovi su se nazivali huake i svaki je imao neki sveti predmet (macajek) koji je imao veze sa nekim božanstvom ili legendama.Oni su takođe obožavali Mars (Nor), Sol (Điang) i Zemlju (Gisa).

## Vizuelne umetnosti

### Školjka
Narod Čimu je veoma cenio školjku mekušaca zbog njenog ekonomskog i političkog značaja kao luksuzne robe kojom se trguje na velike udaljenosti, i školjka se često smatrala simbolom elitnog statusa i božanske moći. Koristeći školjku kao medijum za svoju umetnost i artefakte, Čimui su često koristili školjku Spondylus, vrstu morskog školjkaša.
Najrasprostranjenije vrste Spondylus prisutne u Peruu su Spondylus calcifer Carpenter i Spondylus princeps Broderip. Spondylus calcifer ima crvene i bele nijanse, te prvenstveno se koristi za perle i artefakte. Iako ova vrsta živi u plitkim vodama i lakše se nabavlja, Spondylus princeps, poznat kao „bodljikava ostriga“ zbog svojih karakterističnih bodlji, je jednobojne crvene boje i mogu je ubrati samo iskusni ronioci. Stoga je ova školjka mnogo poželjnija i njom trguje narod Čimu.

#### Upotreba i simbolika
Spondylus školjka je imala široku lepezu upotrebe u andskoj kulturi i imala je različite oblike, od celih školjki preko fragmenata do praha mlevenih školjki. Ovaj materijal je korišten za stvaranje zamršeno izrezbarenih ukrasa, alata i dobara rezervisanih za plemiće i božanstva. Fragmenti školjki pronađeni su kao umetci za ukrase na telu i kao perle za komade nakita. Slika desno prikazuje Čimu kragnu napravljenu od pamuka, crvenih perli od školjke Spondylus i perli od crnog kamena, a na slici ispod prikazana je praćka napravljena od školjke. Predstavljajući bogatstvo i moć, školjka je mlevena u prah i raširena pred kraljem Čimora od strane zvaničnika po imenu Fonga Sigde, formirajući „crveni tepih“ za vladara dok je hodao. Školjke su takođe korišćene za ornamentaciju pojedinih zgrada i arhitektonskih objekata.
Pronađeni u grobnicama plemića, ovi artefakti su često korišćeni kao roba za sahranu i igrali su ulogu u žrtvenim praksama. Zbog svog vodenog porekla, školjke su bile cenjene zbog povezanosti sa morem i uloge u ritualima vode i plodnosti, korišćene kao ponuda u poljoprivrednim poljima za promovisanje obilnih prinosa useva. Čimu su takođe stavljali školjke u izvore vode, kao što su bunari i izvori, kako bi doneli kišu na svoja polja, posebno u vremenima suše.

## Literatura
- Costin, Cathy Lynne (2016). Making Value, Making Meaning: Techné in the Pre-Columbian World. Washington, D.C.: Dumbarton Oaks Research Library and Collection. стр. 221—252. ISBN 9780884024156.
- „Earspools”. Michael C. Carlos Museum (на језику: енглески). Архивирано из оригинала 13. 4. 2018. г. Приступљено 13. 4. 2018.
- Glowacki, Mary (2005). „Food of the Gods or mere mortals? Hallucinogenic Spondylus and its interpretive implications for early Andean society”. Antiquity (на језику: енглески). 79 (304): 257—268. ISSN 0003-598X. doi:10.1017/s0003598x00114061.
- Martin, Alexander J. (2001). „The Dynamics of Pre-Columbian Spondylus Trade across the South American Central Pacific Coast”. Florida Atlantic University, ProQuest Dissertations Publishing — преко ProQuest Dissertations & Theses Global.
- Miller, Rebecca Stone (1996). Art of the Andes: From Chavín to Inca. London: Thames & Hudson. стр. 160–161. ISBN 978-0500202869.
- Park, Yumi (2012). Mirrors of Clay: Reflections of Ancient Andean Life in Ceramics from the Sam Olden Collection. Jackson, MS: University Press of Mississippi/Jackson State University. стр. 91—92. ISBN 978-1617037955.
- Paulsen, Allison C. (1974). „The Thorny Oyster and the Voice of God: Spondylus and Strombus in Andean Prehistory”. American Antiquity (на језику: енглески). 39 (4Part1): 597—607. ISSN 0002-7316. doi:10.2307/278907.
- Pillsbury, Joanne (1996). „The Thorny Oyster and the Origins of Empire: Implications of Recently Uncovered Spondylus Imagery from Chan Chan, Peru”. Latin American Antiquity (на језику: енглески). 7 (4): 313—340. ISSN 1045-6635. doi:10.2307/972262.
- Ritual Sacrifice in Ancient Peru. Benson, Elizabeth P., Cook, Anita Gwynn. (1st изд.). Austin: University of Texas Press. 2001. ISBN 978-0-292-70893-8. OCLC 55873621.
- „Thorny Oysters: The Daughters of the Sea”. The Metropolitan Museum of Art (на језику: енглески). Приступљено 12. 4. 2018.
- Alva, Walter (октобар 1988). „Discovering the New World's Richest Unlooted Tomb”. National Geographic. св. 174 бр. 4. стр. 510—555. ISSN 0027-9358. OCLC 643483454.
- The Art of Precolumbian Gold: The Jan Mitchell Collection. New York: The Metropolitan Museum of Art. 1985. ISBN 978-0297786276.
- Sawyer, Alan R. (1966). Ancient Peruvian ceramics: the Nathan Cummings collection by Alan R. Sawyer. New York: The Metropolitan Museum of Art.
- Schmid, Martin (2007). Die Mochica an der Nordküste Perus Religion und Kunst einer vorinkaischen andinen Hochkultur (на језику: немачки). Hamburg: Diplomica-Verl. ISBN 978-3-83666-806-4.

## Spoljašnje veze
- Čimu
- Čimu slike
- Čan Čan

Koordinate: 8°06′31″ 79°04′30″W / 8.10861° JGŠ; 79.07500° ZGD